# Blayney Shire
Koordinaten: 33° 32′ S, 149° 15′ O

Das Blayney Shire ist ein lokales Verwaltungsgebiet (LGA) im australischen Bundesstaat New South Wales. Das Gebiet ist 1.524,6 km² groß und hat etwa 7.500 Einwohner.
Blayney liegt in der Region Central West etwa 240 km westlich der Metropole Sydney und 260 km nördlich der australischen Hauptstadt Canberra. Das Gebiet umfasst 21 Ortsteile und Ortschaften: Barry, Blayney, Browns Creek, Burnt Yards, Carcoar, Errowanbang, Hobbys Yards, Kings Plains, Moorilda, Newbridge, Panuara, Tallwood und Teile von Arkell, Caloola, Forest Reefs, Four Mile Creek, Garland, Lyndhurs, Mandurama, Millthorpe und Neville. Der Sitz des Shire Councils befindet sich in der Stadt Blayney im Nordosten der LGA, wo etwa 3.500 Einwohner leben.

## Verwaltung
Der Blayney Shire Council hat sieben Mitglieder, die von den Bewohnern der LGA gewählt werden. Blayney ist nicht in Bezirke untergliedert. Aus dem Kreis der Councillor rekrutiert sich auch der Mayor (Bürgermeister) des Councils.